# Yokota Yasukage
Pour les articles homonymes, voir Yokota.
Yokota Yasukage est un nom japonais traditionnel ; le nom de famille (ou le nom d'école), Yokota, précède donc le prénom (ou le nom d'artiste).
Yokota Yasukage (横田 康景, Yokota Yasukage, né en 1524 et mort en 1575) est un chef de clan japonais et un vassal du clan Takeda.
Fils de Hara Toratane, il est le successeur de Yokota Takatoshi à la tête de son clan en 1550. Il combat et meurt à la bataille de Nagashino en 1575.